# Giovanni Galbieri
Giovanni Galbieri (Italia, 8 de enero de 1993) es un atleta italiano especializado en la prueba de 100 m, en la que consiguió ser medallista de bronce mundial juvenil en 2009.

## Carrera deportiva
En el Campeonato Mundial Juvenil de Atletismo de 2009 ganó la medalla de bronce en los 100 metros, llegando a meta en un tiempo de 10.79 segundos, tras el estadounidense Prezel Hardy y el canadiense Aaron Brown (plata con 10.74 segundos).